# Триметилалюминий
Триметилалюминий — элементоорганическое вещество, простейшее алкилпроизводное алюминия с формулой Al(CH3)3, бесцветная жидкость, самовоспламеняется на воздухе.

## Получение
- Взаимодействие порошкообразного алюминия с диметилртутью:

{\displaystyle {\mathsf {2Al+3Hg(CH_{3})_{2}\ {\xrightarrow {100^{o}C}}\ 2Al(CH_{3})_{3}+3Hg}}}
- Взаимодействие амальгамы алюминия с иодистым метилом:

{\displaystyle {\mathsf {2Al+3CH_{3}I\ {\xrightarrow {170^{o}C}}\ Al(CH_{3})_{3}+AlI_{3}}}}

## Физические свойства
Триметилалюминий — бесцветная жидкость, которая самовоспламеняется на воздухе. Поэтому работать с ним можно только в инертной атмосфере (азот или аргон).
Ниже 15 °С затвердевает. В твёрдой фазе триметилалюминий образует димеры, в котором расстояния Al-C неэквивалентны: реальная формула Al2(CH3)6 или (Al(CH3)3)2.

## Химические свойства
- Энергично реагирует с водой:

{\displaystyle {\mathsf {Al(CH_{3})_{3}+3H_{2}O\ {\xrightarrow {}}\ Al(OH)_{3}+3CH_{4}\uparrow }}}
- Реагирует с кислотами, спиртами, аминами и другими протоносодержащими соединениями:

{\displaystyle {\mathsf {Al(CH_{3})_{3}+HO{\text{-}}R\ {\xrightarrow {}}\ (CH_{3})_{2}AlO{\text{-}}R+CH_{4}\uparrow }}}
- Окисляется до алкоголята:

{\displaystyle {\mathsf {2Al(CH_{3})_{3}+3O_{2}\ {\xrightarrow {}}\ 2Al(OCH_{3})_{3}}}}
- С углекислым газом образует ацетат алюминия:

{\displaystyle {\mathsf {Al(CH_{3})_{3}+3CO_{2}\ {\xrightarrow {}}\ Al(OOC{\text{-}}CH_{3})_{3}}}}

## Применение
- Катализатор.
- В органическом синтезе.
- В производстве полупроводниковых материалов